# Schiedlberg
Schiedlberg là một đô thị thuộc huyện Steyr-Land thuộc bang Oberösterreich, Áo. Đô thị Schiedlberg có diện tích 30 km², dân số thời điểm năm 2006 là 1271 người.